# Kanton Le Mans-Ville-Est
Der Kanton Le Mans-Ville-Est war von 1982 bis 2015 ein französischer Wahlkreis im Arrondissement Le Mans, im Département Sarthe und in der Region Pays de la Loire.

## Geografie
Der Kanton lag im Zentrum des Départements Sarthe. Er grenzte im Westen an den Kanton Le Mans-Ouest, im Norden an den Kanton Le Mans-Centre, im Osten und Südosten an den Kanton Le Mans-Est-Campagne und im Südwesten an den Kanton Le Mans-Sud-Ouest.

## Gemeinden
Der Kanton bestand aus den Stadtvierteln Gare Sud, Jaurès, Miroir, Sables d’Or, Sablons-Est und Sablons-Ouest der Stadt Le Mans.

## Geschichte
Der Kanton Le Mans-Ville-Est entstand bei der Neugliederung der Kantone in der Region Le Mans im Jahr 1982.